# Mihailo Apostolski
Mihailo Apostolski (8. studenoga 1906. – 7. kolovoza 1987.) makedonski general, vojni teoretičar, političar, povjesničar, akademik, narodni heroj Jugoslavije

## Životopis
Poslije 1945. godine obavljao je razne odgovorne dužnosti u Jugoslavenskoj narodnoj armiji. Umirovljen je 1958. godine u činu general-pukovnika.
Bavio se i znanstvenim radom, posebno radovima o povijesti jugoslavenskih i balkanskih naroda i radovima bitnim za vojnu povijest. Godine 1967. prilikom formiranja Makedonske akademije znanosti i umjetnosti postao je njen prvi redovni član, a 1968. je izabran za dopisnog člana Srpske akademije znanosti i umjetnosti. Kasnije je izabran i za člana hrvatske, slovenske kao i Akademije znanosti i umjetnosti Bosne i Hercegovine. Renesansni socrealistički znanstvenik.

## Knjige i drugi radovi
- Mihailo Apostolski, Svet o Titu i našoj revoluciji, Beograd - Zagreb - Skopje - Novi Sad, 1977.
- Mihailo Apostolski, Blagoja Simonovski, Pet godini slobodno Skopje, Gradski odbor na naroden front, 1949, Skopje.
- Mihailo Apostolski, 40 godini od formiranjeto na krupnite voeni edinici vo Makedonija, ISTORIJA, 19, 1 (1983), str. 43-51.
- Mihailo Apostolski, Mitko Panov, Radoviš i Radoviško, Opštinski odbor na združenieto na borcite od NOB, 1984.